# Adam Busby
Adam Stuart Busby (nacido en 1948) es un nacionalista escocés acusado de terrorismo que afirma haber fundado al ejército escocés de liberación nacional. A partir de 1983 participó en actos violentos que buscaban obtener la independencia de Escocia, incluyendo el envío de cartas bomba a figuras públicas, ataques con ántrax, amenazas de bombas y paquetes-bomba. Estuvo basado en Dublín hasta que en 1997 fue encarcelado en Irlanda por dos amenazas telefónicas falsas contra medios escoceses.

## Primeros años
Estaba asociado al  Ejército de Liberación de Escocia, un grupo separatista. Se unió al ejército británico y entrenó brevemente en los montañeses de Argyll y Sutherland.

## Carrera
En 1983 se enviaron cartas bomba al Ministerio de Defensa, a compañías petroleras y figuras públicas, entre ellas figuraban Lady Diana Spencer y la primera ministra, Margaret Thatcher . El dispositivo enviado a Thatcher estaba activo y fue abierto por el parlamentario Robert Key, pero por fortuna la carta no explotó. Luego de los atentados, Busby huyó a Dublín, donde intentó unir fuerzas con el Ejército Republicano Irlandés Provisional. Sin embargo, este último rechazó la oferta. Desde entonces sus actividades incluyeron ataques con ántrax, amenazas de bombas y paquetes-bomba.  
En 1997 fue encarcelado en Irlanda por dos amenazas telefónicas falsas contra organizaciones de medios escoceses.
En mayo de 2006, envió amenazas a BAA en el aeropuerto Heathrow de Londres alegando que había bombas en dos vuelos de Nueva York.  Estas amenazas no fueron tomadas en serio y Bubsy negó haberlas hecho. 
En septiembre de 2006, el Sunday Times informó que Busby podría ser extraditado a los Estados Unidos para enfrentar cargos por terrorismo. La policía en Irlanda acordó ayudar al FBI, el MI5 y la Rama Especial a investigar una serie de correos electrónicos sobre medios para contaminar los suministros de agua enviados a los Estados Unidos.
En julio de 2010, un tribunal de Dublín lo condenó a cuatro años de prisión por haber realizado amenazas por correo electrónico a BAA en el aeropuerto Heathrow de Londres alegando que había bombas en dos vuelos de Nueva York. Se le suspendieron dos años de la condena debido a su edad y salud, ya que padece esclerosis múltiple y está postrado en una silla de ruedas.
En 2010, se sospecha que Busby realizó amenazas contra el entonces primer ministro del Reino Unido, Gordon Brown.
El 15 de agosto de 2012, un gran jurado federal de los Estados Unidos emitió dos acusaciones contra Busby y un residente de Ballymun, Dublín, Irlanda, de enviar por correo electrónico amenazas de bomba contra la Universidad de Pittsburgh, tres tribunales federales y un oficial federal. Una acusación separada de cuatro cargos acusa al Sr. Busby de transmitir maliciosamente información falsa a través de Internet alegando que se habían colocado bombas en tribunales federales en Pittsburgh, Erie y Johnstown en Pensilvania.
Busby fue liberado de una prisión irlandesa el 21 de marzo de 2014. Actualmente vive en un albergue de Dublín donde no tiene acceso a Internet y  espera veredictos sobre su extradición a Escocia y los Estados Unidos.

## Familia
En mayo de 2009 su hijo, Adam Busby Jr., fue condenado por enviar paquetes sospechosos a varias figuras políticas, entre ellas al referente del  Partido Nacional Escocés Alex Salmond.